# Кубок Данії з футболу 2025—2026
Кубок Данії з футболу 2025—2026 — 72-й розіграш кубкового футбольного турніру в Данії. Титул захищає Копенгаген.

## Календар
| Раунд        | Дата                             | Матчі | Клуби    |
| ------------ | -------------------------------- | ----- | -------- |
| Перший раунд | 29 липня – 12 серпня 2025        | 46    | 104 → 58 |
| Другий раунд | 2–4 вересня 2025                 | 26    | 58 → 32  |
| 1/16 фіналу  | 23–25 вересня 2025               | 16    | 32 → 16  |
| 1/8 фіналу   | 28–30 жовтня 2025                | 8     | 16 → 8   |
| 1/4 фіналу   | 2–4 та 13–14 грудня 2025         | 8     | 8 → 4    |
| 1/2 фіналу   | 11–12 лютого та 7–8 березня 2026 | 4     | 4 → 2    |
| Фінал        | 14 травня 2026                   | 1     | 2 → 1    |